# Municipio de Newland (Dakota del Norte)
El municipio de Newland (en inglés: Newland Township) es un municipio ubicado en el condado de Ramsey en el estado estadounidense de Dakota del Norte. En el año 2010 tenía una población de 26 habitantes y una densidad poblacional de 0,28 personas por km².

## Geografía
El municipio de Newland se encuentra ubicado en las coordenadas 48°24′47″N 98°23′2″O / 48.41306, -98.38389. Según la Oficina del Censo de los Estados Unidos, el municipio tiene una superficie total de 93.41 km², de la cual 92,25 km² corresponden a tierra firme y (1,23 %) 1,15 km² es agua.

## Demografía
Según el censo de 2010, había 26 personas residiendo en el municipio de Newland. La densidad de población era de 0,28 hab./km². De los 26 habitantes, el municipio de Newland estaba compuesto por el 100 % blancos. Del total de la población el 0 % eran hispanos o latinos de cualquier raza.